# Gais 2015
GAIS spelade säsongen 2015 i svenska Superettan. Laget slutade på 11:e plats med 35 poäng.

## Organisation

### Ledning
- Ordförande: Tomas Andersson
- Sportchef: Jonas Lundén
- Tränare: Per-Ola Ljung t.o.m. 9 oktober 2015[1]

Jesper Ljung fr.o.m. 9 oktober 2015
Benjamin Westman fr.o.m. 9 oktober 2015

## Matchställ
| · Hemmaställ | · Alternativ | · Bortaställ | · Alternativ |  |

## Spelartrupp
| Nr | Land           | Pos | Namn             |
| -- | -------------- | --- | ---------------- |
| 1  | Sverige        | MV  | Tommi Vaiho      |
| 2  | Kongo-Kinshasa | F   | Richard Ekunde   |
| 3  | Sverige        | F   | David Björkeryd  |
| 4  | Ghana          | MF  | Yussif Chibsah   |
| 5  | Sverige        | F   | Emil Eliasson°   |
| 5  | Sydafrika      | MF  | Luther Singh*    |
| 6  | Sverige        | F   | Calle Svensson   |
| 7  | Sverige        | A   | Patrik Ingelsten |
| 8  | Ghana          | MF  | Reuben Ayarna    |
| 9  | Sverige        | A   | Joel Anell       |
| 10 | Sverige        | A   | Petrit Zhubi°    |
| 11 | England        | MF  | Kieron Cadogan   |
| 12 | Sydafrika      | MF  | Pule Maraisane   |
| 14 | Island         | MF  | Bragi Bergsson   |

| Nr | Land      | Pos | Namn                      |
| -- | --------- | --- | ------------------------- |
| 16 | Sverige   | F   | Sebastian Starke Hedlund* |
| 17 | Sverige   | MF  | Adam Eriksson             |
| 18 | Sverige   | MF  | Linus Tornblad            |
| 19 | Sverige   | MF  | Bryan Johansson°          |
| 20 | Sverige   | F   | Kenneth Gustafsson        |
| 21 | Sverige   | MF  | Johan Lundgren            |
| 22 | Sverige   | F   | Björn Andersson           |
| 25 | Sverige   | F   | Danny Ervik*              |
| 26 | Sverige   | MF  | Malkolm Moenza            |
| 27 | Brasilien | A   | Wagsley*                  |
| 30 | Sverige   | F   | Sandeep Mankoo            |
| 31 | Sverige   | A   | Shkelqim Krasniqi°        |
| 32 | Sverige   | MV  | Magnus Berglöf            |
| 35 | Sverige   | MV  | Oliver Gustafsson°        |

° Spelaren lämnade klubben under sommaruppehållet.

* Spelaren anslöt till klubben under sommaruppehållet.

## Övergångar
| Köpta   | Köpta | Köpta                    | Köpta                 | Köpta       |
| Datum   | Pos   | Spelare                  | Från                  | Anmärkning  |
| ------- | ----- | ------------------------ | --------------------- | ----------- |
| 15 dec  | A     | Patrik Ingelsten         | Mjällby AIF           | [ 2 ] [ 3 ] |
| 16 dec  | MF    | Johan Lundgren           | GIF Sundsvall         | [ 4 ]       |
| 15 feb  | MF    | Bragi Bergsson           | ÍBV                   |             |
| 17 feb  | F     | David Björkeryd          | kontraktslös          |             |
| 10 mars | F     | Calle Svensson           | Nyköpings BIS         |             |
| 28 mars | MF    | Yussif Chibsah           | Alanyaspor            |             |
| 31 mars | MF    | Pule Maraisane           | GD Tourizense         |             |
| 14 juli | F     | Sebastian Starke Hedlund | kontraktslös          |             |
| 17 juli | F     | Danny Ervik              | Mjällby AIF           |             |
| 24 juli | A     | Wagsley                  | Ceahlaul Piatra Neamt |             |
| 11 aug  | MF    | Luther Singh             | Stars of Africa       |             |

| Sålda  | Sålda | Sålda                     | Sålda           | Sålda      |
| Datum  | Pos   | Spelare                   | Till            | Anmärkning |
| ------ | ----- | ------------------------- | --------------- | ---------- |
| 5 nov  | MF    | Ásgeir Börkur Ásgeirsson  |                 | [ 5 ]      |
| 5 nov  | A     | Fredrik Jonsson           |                 | [ 6 ]      |
| 24 nov | MF    | Andreas Drugge            |                 | [ 7 ]      |
| 28 nov | MF    | Hampus Andersson          | Ljungskile      | [ 8 ]      |
| 28 nov | MF    | Benjamin Eriksson         |                 | [ 9 ]      |
| 18 dec | A     | Gabriel Altemark-Vanneryr | Ljungskile      | [ 10 ]     |
| 18 dec | MF    | Ariel Lassiter            | LA Galaxy       |            |
| 12 feb | MF    | Marcus Översjö            | Norrby IF       |            |
| 19 feb | F     | Mirza Mujdic              | Utsiktens BK    |            |
| 2 aug  | A     | Bryan Johansson           | Lidköpings FK   | lån        |
| 5 aug  | F     | Tahir Kocak               | Qviding FIF     | lån        |
| 5 aug  | A     | Shkelqim Krasniqi         | Qviding FIF     | lån        |
| 7 aug  | MV    | Oliver Gustavsson         | Torslanda IK    | lån        |
| 7 aug  | MV    | Emil Eliasson             | Utsiktens BK    |            |
| 11 aug | MF    | Petrit Zhubi              | brutet kontrakt |            |